# Leo-Breuer-Förderpreis
Der Leo-Breuer-Förderpreis ist ein vom Landschaftsverband Rheinland mit derzeit 5000 Euro dotierter, internationaler Förderpreis für Künstler und Künstlerinnen, der in Erinnerung an den 1975 verstorbenen deutschen Maler, Zeichner und Bildhauer Leo Breuer im (bis auf eine Ausnahme) zweijährlichen Turnus durch das Rheinische LandesMuseum Bonn ausgeschrieben und verliehen wird.
Leo Breuers bedeutendes Spätwerk ist geprägt von einem konsequent konstruktivistisch-systematischen Denken. In diesem Sinne werden zeitgenössische Künstler und Künstlerinnen mit dem Leo-Breuer-Förderpreis ausgezeichnet, deren Arbeiten der Auseinandersetzung mit einer konstruktiv-geometrischen Formensprache und einem systematischen Ansatz verpflichtet sind.

## Bisherige Preisträger
- 1999: Andreas Kaiser
- 2001: Ralf Brück
- 2003: Toshifumi Hirose
- 2006: Regine Schumann
- 2008: Ulrich Wagner
- 2010: Carsten Gliese
- 2012: Dorothee Joachim
- 2014: Lutz Fritsch
- 2016: Şakir Gökçebağ
- 2018: Rita Rohlfing
- 2020: Denise Winter
- 2022: Nicola Schudy
- 2024: Frenzy Höhne